# Салливан, Деннис
Деннис Парнелл Салливан (англ. Dennis Parnell Sullivan; род. 12 февраля 1941) — американский математик. Известен работами по топологии, как алгебраической так и геометрической, и по динамическим системам. Лауреат Абелевской премии.
Заведующий кафедрой имени Альберта Эйнштейна в аспирантуре Городского университета Нью-Йорка, профессор в университете Стони-Брук. Постоянный профессор Института высших научных исследований (1974—1997).
Член Национальной академии наук США (1983).

## Биография
Получил докторскую степень в 1966 году в Принстонском университете, диссертация на тему «Триангуляция гомотопических эквивалентностей» защищена под руководством Уильяма Браудера (англ. William Browder).

## Вклад
Является одним из основателей метода хирургии для классификации гладких многообразий, наряду с Вильямом Браудером, Сергеем Новиковым и Терри Уоллом. В теории гомотопий выдвинул радикальную концепцию о том, что пространства могут быть непосредственно локализованы — ранее процедура локализации применялась лишь к алгебраическим конструкциям, построенным на основе пространства. Наряду с Даниелем Квилленом является основателем рациональной теории гомотопий.
В 1985 году доказал теорему об отсутствии блуждающих компонент.
В 1987 году совместно с Бёртоном Родином (англ. Burton Rodin) доказал гипотезу Тёрстона, относящуюся к проблеме упаковки римановой поверхности кругами, согласно которой такими упаковками можно представить произвольные конформные отображения римановых поверхностей (сходятся к риманову отображению при стремлении радиусов кругов к нулю).

## Награды и почётные звания
- 1971 — Премия Освальда Веблена по геометрии
- 1981 — Премия Эли Картана (Французская академия наук)
- 1994 — Международная премия короля Фейсала
- 2004 — Национальная научная медаль США
- 2006 — Премия Стила в номинации «за выдающиеся достижения на протяжении всей карьеры»
- 2006 — Мемориальная лекция Соломона Лефшеца
- 2008 — Чернский приглашенный профессор
- 2010 — Премия Вольфа по математике — «за вклад в алгебраическую топологию и конформную динамику»
- 2014 — Премия Бальцана
- 2022 — Абелевская премия.

С 2012 года является действительным членом (фелло) Американского математического общества.

## Книги на русском языке
- Сулливан Д. Геометрическая топология. Локализация, периодичность и симметрии Галуа. — М.: Мир, 1975.